# Menhir du Pic
Le menhir du Pic est un menhir situé à Javerdat, dans le département français de la Haute-Vienne.

## Protection
Le menhir est inscrit au titre des monuments historiques le 15 avril 1987.